# Campionato austriaco di scacchi
Il Campionato austriaco di scacchi si svolge dal 1929 in Austria per determinare il campione nazionale di scacchi. Tutte le edizioni sono state organizzate dalla Federazione austriaca degli scacchi (Österreichischer Schachbund).

## Vincitori
| Anno | Città                  | Vincitore/i                      | Città                  | Vincitrice femminile      |
| ---- | ---------------------- | -------------------------------- | ---------------------- | ------------------------- |
| 1929 | Innsbruck              | Erich Eliskases Eduard Glass     |                        |                           |
| 1930 | Graz                   | Franz Kunert                     |                        |                           |
| 1931 | Bregenz                | Herbert Berghofer Karl Palda     |                        |                           |
| 1933 | Vienna                 | Immo Fuss                        |                        |                           |
| 1934 | Vienna                 | David Podhorzer                  |                        |                           |
| 1936 | Semmering              | Erich Eliskases                  |                        |                           |
| 1937 | Semmering              | Erich Eliskases                  |                        |                           |
| 1947 | Ischl                  | Leopold Lenner                   |                        |                           |
| 1948 | Horn                   | Karl Galia                       |                        |                           |
| 1949 | Eferding               | Josef Platt                      |                        |                           |
| 1950 | Melk                   | Rudolf Palme                     | Melk                   | Salome Reischer           |
| 1951 | Vienna                 | Josef Lokvenc Thaddäus Leinweber | Vienna                 | Gertrude Wagner           |
| 1952 | Steyr                  | Karl Poschauko                   | Graz                   | Salome Reischer           |
| 1953 | Wolfsberg              | Josef Lokvenc                    | Horn                   | Alfreda Hauser            |
| 1954 | Baden bei Wien         | Andreas Dückstein                | Pöchlarn               | Salome Reischer           |
| 1955 | Prein an der Rax       | Franz Auer                       | Vienna                 | Berta Zebinger            |
| 1956 | Prein an der Rax       | Andreas Dückstein                | Judenburg              | Inge Kattinger            |
| 1957 | St. Johann in Tirol    | Franz Auer                       |                        |                           |
| 1958 | Hallein                | Alexander Prameshuber            | Maria Anzbach          | Inge Katttinger           |
| 1960 | Prein an der Rax       | Karl Robatsch                    | Innsbruck              | Ida Salzmann              |
| 1963 | Ottenstein             | Wilhelm Schwarzbach              |                        |                           |
| 1964 |                        |                                  | Hartberg               | Inge Kattinger            |
| 1965 | Ottenstein             | Philipp Struner                  |                        |                           |
| 1966 |                        |                                  | Mauerkirchen           | Wilma Samt                |
| 1967 | Graz                   | Karl Janetschek                  |                        |                           |
| 1968 |                        |                                  | Kirchberg              | Hermine Winninger         |
| 1969 | Haag am Hausruck       | Karl Röhrl                       |                        |                           |
| 1970 |                        |                                  | Seggau                 | Inge Kattinger Wilma Samt |
| 1971 | Hartberg               | Karl Röhrl                       |                        |                           |
| 1972 |                        |                                  | Rohrbach               | Wilma Samt                |
| 1973 | Leoben                 | Karl Janetschek                  |                        |                           |
| 1974 | Gloggnits              |                                  | Gloggnitz              | Gertrude SchoiBwohl       |
| 1975 | Mösern ob Telfs        | Franz Hölzl                      |                        |                           |
| 1976 |                        |                                  | Krems                  | Alfreda Hauser            |
| 1977 | Mösern ob Telfs        | Andreas Dückstein                |                        |                           |
| 1978 |                        |                                  | Feldkirch              | Margit Hennings           |
| 1979 | Lienz                  | Adolf Herzog                     |                        |                           |
| 1980 |                        |                                  | Eggenburg              | Margit Hennings           |
| 1981 | Lienz                  | Franz Hölzl                      |                        |                           |
| 1982 |                        |                                  | Nüziders               | Margit Hennings           |
| 1983 | Seckau                 | Adolf Herzog                     |                        |                           |
| 1984 |                        |                                  | Kötschach-M.           | Helene Mira               |
| 1985 | Wolfsberg              | Josef Klinger                    |                        |                           |
| 1986 |                        |                                  | Kirchberg a.W.         | Jutta Borek               |
| 1987 | Semriach               | Egon Brestian                    |                        |                           |
| 1988 |                        |                                  | Lienz                  | Jutta Borek               |
| 1989 | Bad Schallerbach       | Alexander Fauland                |                        |                           |
| 1990 |                        |                                  | Braunau                | Maria Horvath             |
| 1991 | Sankt Lambrecht        | Reinhard Lendwai                 |                        |                           |
| 1992 |                        |                                  | Neumarkt               | Jutta Borek               |
| 1993 | Gamlitz                | Josef Klinger                    |                        |                           |
| 1994 | Leibnitz               | Alexander Fauland                | Grieskirchen           | Jutta Borek               |
| 1995 | Voitsberg              | Nikolaus Stanec                  |                        |                           |
| 1996 | Leibnitz               | Nikolaus Stanec                  | Grieskirchen           | Helene Mira               |
| 1997 | Mösern                 | Nikolaus Stanec                  | Gallspach              | Sonja Sommer              |
| 1998 | Werfen                 | Nikolaus Stanec                  | Tenneck                | Ursula Fraunschiel        |
| 1999 | Vienna                 | Nikolaus Stanec                  | Vienna                 | Margit Krasser            |
| 2000 | Frohnleiten            | Nikolaus Stanec                  | Frohnleiten            | Sonja Sommer              |
| 2001 | Mureck                 | Siegfried Baumegger              | Mureck                 | Helene Mira               |
| 2002 | Oberpullendorf         | Nikolaus Stanec                  | Oberpullendorf         | Helene Mira               |
| 2003 | Hartberg               | Nikolaus Stanec                  | Hartberg               | Anna-Christina Kopinits   |
| 2004 | Hartberg               | Nikolaus Stanec                  | Hartberg               | Helene Mira               |
| 2005 | Gmunden                | Nikolaus Stanec                  | Gmunden                | Sonja Sommer              |
| 2006 | Köflach                | Eva Moser                        | Köflach                | Anna-Christina Kopinits   |
| 2007 | Tweng                  | Siegfried Baumegger              | Tweng                  | Anna-Christina Kopinits   |
| 2008 | Leoben                 | Markus Ragger                    | Leoben                 | Anna-Christina Kopinits   |
| 2009 | Jenbach                | Markus Ragger                    | Jenbach                | Anna-Christina Kopinits   |
| 2010 | Vienna                 | Markus Ragger                    | Vienna                 | Eva Moser                 |
| 2011 | Linz                   | Georg Fröwis                     | Linz                   | Eva Moser                 |
| 2012 | Zwettl                 | David Shengelia                  | Zwettl                 | Anna-Christina Kopinits   |
| 2013 | Feldkirch              | Peter Schreiner                  | Feldkirch              | Veronica Exler            |
| 2014 | Feistritz an der Drau  | Mario Schachinger                | Feistritz an der Drau  | Barbara Teuschler         |
| 2015 | Pinkafeld              | David Shengelia                  | Pinkafeld              | Katarina Newrkla          |
| 2016 | Sankt Johann im Pongau | Georg Fröwis                     | Sankt Johann im Pongau | Anna-Lena Schnegg         |
| 2017 | Graz                   | Andreas Diermair                 | Graz                   | Anna-Christina Kopinits   |
| 2018 | Vienna                 | Nikolaus Stanec                  | Vienna                 | Veronica Exler            |
| 2019 | Vienna                 | Nikolaus Stanec                  | Vienna                 | Regina Theissi-Pokomá     |
| 2020 | Graz                   | Valentin Dragner                 | Graz                   | Elizabeth Hapala          |
| 2021 | Innsbruck              | Markus Ragger                    | Innsbruck              | Anna-Lena Schnegg         |
| 2022 | Vienna                 | Felix Blohberger                 | Vienna                 | Annika Fröwis             |
| 2023 | Vienna                 | Siegfried Baumegger              | Vienna                 | Denise Trippold           |

## Campione di scacchi per corrispondenza
1. Prameshuber, Alexander (1950-1952)
2. Andreas Dückstein, Kurt Kaliwoda (1955-1056)
3. Oskar Kallinger (1957-1958)
4. Leopold Watzl, Alexander Schoisswohl (1958-1959)
5. Eugen Helm (1959-1961)
6. Engelbert Höllinger (1961-1963)
7. Josef Giselbrecht (1963-1965)
8. Friedrich Schätzel (1965-1967)
9. Egon Spitzenberger (1967-1968)
10. Hans Ude (1968-1970)
11. George Danner (1971-1972)
12. Oskar Kallinger (1973-1974)
13. Egon Spitzenberger (1975-1976)
14. Wilhelm Rupp (1977-1978)
15. Peter Roth (1979-1980)
16. Johan Nussbaumer ((1981-1982)
17. Franz Juraczka (1983-1984)
18. Anton Strausz (1985-1986)
19. Josef Brandl (1987-1988)
20. Norbert Sommerbauer (1989-1990)
21. Wolfgang Zugrav (1991-1992)
22. Herbert Wohlfahrt (1993-1994)
23. Siegfried Neuschmied (1995-1996)
24. Sven Teichmeister (1997-1998)
25. Wolfgang Humer (1999-2000)
26. Gerhard Stagl (2001-2003)
27. Rüdiger Löschnauer (2003-2004)
28. Rüdiger Löschnauer (2005-2007)  [2]
29. Rüdiger Löschnauer (2007-2009)  [3]
30. Rüdiger Löschnauer (2009-2011)  [4]
31. Gerald Berghöfer (2011-2013)  [5]
32. Wolfgang Zugrav (2014-2016)  [6]
33. Hannes Rada (2017-2019)  [7]
34. Wilfried Spiegel (2020-2022)  [8]